# 千家松人形・お鯉
千家松人形・お鯉（ちかまつにんぎょう・おこい）は、日本の女道楽コンビ。戦後、落語芸術協会の色物として活躍。

## 概要
1959年に結成。落語芸術協会の色物として活躍。三味線や唄がメインの女道楽のコンビとして寄席で人気があった。

## メンバー
- 千家松 人形（ちかまつ　にんぎょう、本名：石川ふく（旧姓稲垣）　1907年- 1982年10月7日）　福岡県出身。

元は博多の芸妓で「博多水茶屋」という有名な見番に所属していた。「水茶屋」の亭号はここから来ている。美貌であり芸達者なため、姉弟子の水茶屋博次と共にある旦那に抱えられる。この旦那が後年の博王である。事情があり博王、博次と共に大阪へ出奔。博王を中心とした三人組の音曲グループを作り、寄席芸人に転向した。博王はのちにマネージャーとなる。1928年頃上京し浅草公園劇場に出演する。「痴話喧嘩」、「博多節」などを看板芸として演じ、ラジオに多数出演する。1933年吉本興業に所属、1934年千家松人形・博次と改名。その後新興演芸部に移籍、人形・博次として最盛期を迎えた。1940年頃博王が死去。戦後は横浜に移住し、ラジオなどに出演している。1950年頃に博次が亡くなり、五目の師匠となる。その後コンビ別れしたお鯉に誘われ、人形・お鯉となる。お鯉没後は引退したがインタビューを受けるなど健在であった。しかし1980年脳血栓に倒れる。初めは病状も軽かったが突如急変し寝たきりに。1982年75歳で逝去。
弟子は松乃家扇鶴。
- 千家松 お鯉（ちかまつ　おこい、本名：須田浜子　1910年3月30日- 1979年5月15日）

長野県出身。
前歴はよく分からず、神戸で左褄をとったという話もある。
戦前、瀧の家連という女道楽のグループに所属。その後、瀧の家鯉香と瀧の家お鯉・鯉香で漫才コンビを組む。
1952年頃コンビ解消後、鮎子という相方とのコンビに。1956年日本芸術協会に入会し定席に出演する。1959年人形に復帰を頼み、人形・お鯉となる。1979年2月の高座を最後に休席が続き、5月15日、心臓弁膜症のため横浜市の病院で69歳で逝去。

## リンク
千家松人形・お鯉　東京漫才のすべて